# 心理学研究科
心理学研究科（しんりがくけんきゅうか、英称：The Graduate School of Psychology）とは、日本の大学院研究科のうち、心理学に関する高度な教育・研究を行う機構の1つである。
医療・福祉分野、教育分野、人文科学分野など多角的にアプローチできる事もあり、心理学・臨床心理学に関する専攻・専修は、心理学研究科または臨床心理学研究科以外にも設置されている。
このため、日本臨床心理士資格認定協会認定の臨床心理士指定大学院を受けている大学院の研究科名称には、心理学研究科または臨床心理学研究科以外の名称の研究科も数多い。臨床心理士 の項を参照。

## 心理学研究科を置く大学
- 札幌国際大学大学院
- 作新学院大学大学院
- 駿河台大学大学院
- 東京成徳大学大学院
- 立正大学大学院
- 東京福祉大学大学院
- 目白大学大学院
- 明治学院大学大学院
- 桜美林大学大学院
- 中京大学大学院
- 愛知淑徳大学大学院
- 京都ノートルダム女子大学大学院
- 関西大学大学院
- 同志社大学大学院
- 龍谷大学大学院
- 追手門学院大学大学院
- 久留米大学大学院

## 臨床心理学研究科と冠する名称を置く大学
- 鹿児島大学大学院
- 札幌学院大学大学院
- 福島学院大学大学院
- 新潟青陵大学大学院
- 東京国際大学大学院
- 聖徳大学大学院
- 帝京平成大学大学院
- 京都文教大学大学院
- 吉備国際大学大学院

## 心理学研究科と類似する研究科名称
- 北海道医療大学大学院 心理科学研究科
- 広島国際大学大学院 心理科学研究科 実践臨床心理学専攻
- 金沢工業大学大学院 心理科学研究科
- 立教大学大学院 現代心理学研究科

## 心理学を専攻できる他の研究科名称
- 弘前大学大学院 教育学研究科 学校教育専攻 臨床心理学分野
- 筑波大学大学院 人間総合科学研究科 心理学専攻
- 東京大学大学院 人文社会系研究科 心理学研究室
- 鳥取大学大学院 医学系研究科 臨床心理学専攻
- 熊本大学大学院 教育学研究科 学校教育専攻 臨床心理学分野
- 琉球大学大学院 教育学研究科 臨床心理学専攻
- 岩手県立大学大学院 社会福祉学研究科 社会福祉学専攻 臨床心理コース
- 北翔大学大学院 人間福祉学研究科 臨床心理学専攻
- 東北福祉大学大学院 総合福祉学研究科 福祉心理学専攻 臨床心理学分野
- 国際医療福祉大学大学院 医療福祉学研究科 臨床心理学専攻
- 跡見学園女子大学大学院 人文科学研究科 臨床心理学専攻
- 川村学園女子大学大学院 人文科学研究科 心理学専攻
- 上智大学大学院 総合人間科学研究科 心理学専攻
- 法政大学大学院 人間社会研究科 臨床心理学専攻
- 日本大学大学院 文学研究科 心理学専攻
- 駒澤大学大学院 人文科学研究科 心理学専攻
- 国際基督教大学大学院 アーツ・サイエンス研究科 心理・教育学専攻 心理学専修
- 早稲田大学大学院 人間科学研究科 臨床心理学研究領域
- 専修大学大学院 文学研究科 心理学専攻 臨床心理学領域
- 東海大学大学院 文学研究科 コミュニケーション学専攻 臨床心理学系
- 仁愛大学 人間学研究科 臨床心理学専攻
- 京都女子大学大学院 発達教育学研究科 心理学専攻
- 佛教大学大学院 教育学研究科 臨床心理学専攻
- 天理大学大学院 臨床人間学研究科 臨床心理学専攻
- 川崎医療福祉大学大学院 医療福祉学研究科 臨床心理学専攻
- 徳島文理大学大学院 人間生活学研究科 心理学専攻 臨床心理学コース
- 東亜大学大学院 総合学術研究科 臨床心理学専攻
- 西九州大学大学院 健康福祉学研究科 健康福祉学専攻 臨床心理コース
- 志学館大学大学院 心理臨床学研究科

- 放送大学大学院 文化科学研究科 文化科学専攻 臨床心理学プログラム

その他、慶應義塾大学大学院もかつては社会教育心理学研究科を設置している。